# 오이즈미역 (미에현)
오이즈미역(일본어: 大泉駅)은 일본 미에현 이나베시에 위치한 산기 철도 호쿠세이 선의 철도역이다. 섬식 승강장 1면 2선의 구조를 갖춘 지상역이다.

## 타는 곳
| (동쪽) | ■ 호쿠세이 선 | 상행 | 니시쿠와나 방면 |
| (서쪽) | ■ 호쿠세이 선 | 하행 | 아게키 방면     |

## 이용 현황
| 연도 | 승차 인원 |
| ---- | --------- |
| 2004 | 193       |
| 2005 | 236       |
| 2006 | 239       |
| 2007 | 264       |
| 2008 | 291       |
| 2009 | 287       |
| 2010 | 290       |
| 2011 | 294       |
| 2012 | 281       |
| 2013 | 276       |
| 2014 | 254       |
| 2015 | 272       |
| 2016 | 278       |

## 역 주변
- 이나베 시립 이나베히가시 소학교
- 이나베 시 이나베 도서관

## 인접 역
| 산기 철도 호쿠세이 선 | 산기 철도 호쿠세이 선 | 산기 철도 호쿠세이 선 |
| --------------------- | --------------------- | --------------------- |
| 도인 니시쿠와나 방면  | ■ 호쿠세이 선         | 소하라 아게키 방면    |